# USH1C
USH1C‏ (USH1 protein network component harmonin) هوَ بروتين يُشَفر بواسطة جين USH1C في الإنسان.